# Paul Försterling

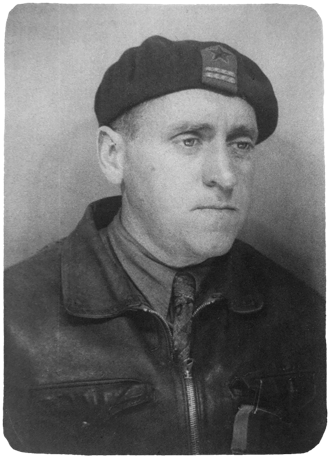
Paul Försterling

Paul Friedrich Försterling (* 1. April 1899 in Berlin-Reinickendorf; † 23. Februar 1949 in Moskau, UdSSR) war ein deutscher Kommunist und Interbrigadist im Spanischen Bürgerkrieg.

## Leben
Paul Försterling wurde am 1. April 1899 in Reinickendorf als Sohn von Albert Försterling und Pauline Försterling (geb. Haber) geboren. Er machte eine Lehre zum Werkzeugdreher. 1918 wurde Paul Försterling zum Kriegsdienst im Ersten Weltkrieg eingezogen, wo er als Funker tätig war.
1921 reiste Paul Försterling erstmals nach Sowjetrussland, wo er seine künftige Frau, Elsa Ludwigowna Jaskowskaja, kennenlernte. 1923 kehrte er kurzzeitig nach Deutschland zurück, um dann in 1924 endgültig in die Sowjetunion überzusiedeln.
Von 1929 bis 1932 studierte Paul Försterling Elektrotechnik am Moskauer Energetischen Institut und verteidigte 1936 erfolgreich seine Dissertation. Er arbeitete seit 1933 im Moskauer Transformatorenwerk.
1936 nahm Paul Försterling die sowjetische Staatsbürgerschaft an.
1937 wurde er zunächst zur Überprüfung von Freiwilligen für den Spanischen Bürgerkrieg herangezogen, stellte dann selbst einen Antrag. In Tambow wurde Försterling als Fachmann für Pionierarbeiten ausgebildet und reiste im September 1937 nach Spanien, wo er zum Kommandeur eines Pioniertrupps der XI. Interbrigade wurde und an sämtlichen Kämpfen der XI. IB teilnahm.
Nach der Rückkehr nach Moskau in April 1939 arbeitete er in der Kaderabteilung der Kommunistischen Internationale. Während des Zweiten Weltkriegs gehörte er der Kommission für die antifaschistische Arbeit unter deutschen Kriegsgefangenen an.
In den 1940er Jahren litt Paul Försterling zunehmend an Hypertonie. Im Herbst 1948 stellte er einen Antrag, mit seiner Familie von der UdSSR nach Deutschland zurückzukehren. Jedoch erlitt er im Frühjahr 1949 mehrere Schlaganfälle und starb am 23. Februar in Moskau.
Paul Försterling ist im Kolumbarium des Donskoi-Friedhofs beigesetzt.
Ehefrau:
- Elsa Ludwigowna Jaskowskaja

Kinder:
- Elwira Pawlowna Jaskowskaja
- Eleonora Pawlowna Jaskowskaja
- Pawel Pawlowitsch Jaskowski

## Werdegang als Kommunist und Umzug in die Sowjetunion
1913 trat Paul Försterling in die Sozialistische Arbeiter-Jugend ein. 1916 folgte der Eintritt in den Deutschen Metallarbeiter-Verband. 1918 trat er der FSJ bei. Nach der Rückkehr aus dem Ersten Weltkrieg trat er im Januar 1919 der USPD bei, von wo er im März 1919 zu KPD wechselte. In Oktober 1921 war er Delegierter der III. Reichsjugendkonferenz in Weimar.
In August 1921 reiste Paul Försterling nach Sowjetrussland, wo er bis Juni 1922 als Referent des Exekutivkomitees (EK) der Kommunistischen Jugendinternationale (KJI) in Moskau tätig war; ab Juni 1922 wurde er zum Geschäftsleiter des EK der KJI. Oktober 1923 kehrte er nach Deutschland zurück, wo er bis April 1924 in der Zentrale der KPD tätig war. Dann reiste er wieder nach Moskau, wo er auf Empfehlung der deutschen Sektion der Kommunistischen Internationale in die KPdSU übernommen wurde. Bis September 1926 blieb Paul Försterling Geschäftsleiter des EK der KJI, danach wurde er bis Oktober 1927 zum Sekretär der Agitpropabteilung des Exekutivkomitees der Kommunistischen Internationale (EKKI). Ab Oktober 1927 wurde er zum Referent und Redakteur des deutschsprachigen Informationsbulletins der Kommission für Auswärtige Beziehungen des Gesamtrussischen Zentralrats der Gewerkschaften.
Nach der Teilnahme am Spanischen Bürgerkrieg und der Rückkehr nach Moskau arbeitete Paul Försterling ab September 1939 in der Kaderabteilung der KI als Oberreferent für Deutschland und Österreich. Nach dem deutschen Überfall auf die UdSSR wurde eine Kommission für antifaschistische Arbeit unter deutschen Kriegsgefangenen gegründet, der Paul Försterling angehörte. In deren Auftrag besuchte er in den Kriegsjahren verschiedene Kriegsgefangenenlager. Ab 1943 war er für die antifaschistische Arbeit unter deutschen Kriegsgefangenen in der Arbeitsgruppe der KPD verantwortlich. Zudem war er ab August 1943 Mitarbeiter für Kaderfragen im Auslandsbüro der KPD in Moskau, deren Vertreter er bis zur Auflösung des Auslandsbüros war.
Am Gründungsparteitag der SED 1946 nahm er als Gastdelegierter teil. 1948 bat Paul Försterling Wilhelm Pieck, ihn nach Deutschland ausreisen zu lassen, um beim Wiederaufbau Deutschlands behilflich zu sein. Dieser Antrag wurde bewilligt und das Zentralsekretariat der SED beschloss am 6. Dezember 1948, ihn vom ZK der KPdSU für die Arbeit in Deutschland anzufordern; die Ausreise wurde bewilligt, jedoch durch seine Erkrankung und Tod verhindert.

## Teilnahme am Spanischen Bürgerkrieg
Nach der Absolvierung der Kurse der Pionierschule der Roten Armee in Tambow im April 1937 bekam Paul Försterling das Attestat eines Bataillonskommandeurs. Am 8. September 1937 verließ Paul Försterling Moskau und ging mit einem kanadischen Pass, ausgestellt auf den fiktiven Namen „Edgar Tallman“, über Stockholm und Paris nach Perpignan in den Pyrenäen. Von da aus kam er mit anderen Kameraden über die Grenze nach Spanien, in die Stadt
Figueres.
Von dort lag seine Route durch Barcelona und Valencia nach Albacete, wo sich die Zentrale der Interbrigaden befand. In Pozo Rubio bei Albacete absolvierte er die Offizierschule und bekam den Rang eines Teniente (Oberleutnant). Danach ging er am 1. November 1937 nach Azaila bei Saragossa, zum Stab der 35. Division, wo er in die XI. Brigade abkommandiert wurde. Försterling wurde zum Kommandeur einer der Pionierzuge und beteiligte sich seitdem an allen Kämpfen der Brigade.
Von Azaila ging es zur Aragonfront nach Tardienta, wo die Pioniere im November und Dezember 1937 republikanische Stellungen fortifizierten, und danach zu den Winterquartieren nach Alcañiz.
Am 3. Januar 1938 ging es für Paul Försterling und andere Pioniere von Alcaniz nach Tortajada bei Teruel, wo die Schlacht von Teruel stattfand. Dort nahm die XI. Brigade im Januar und Februar 1938 an Offensiv- und Abwehrkämpfen teil.
Ende Februar wurde die XI. Brigade zur Reorganisation nach Cuenca verlegt.
Anfang März 1938 unternahm Francisco Franco eine Offensive an der Aragonfront, weswegen die XI., die XIII. und die XV. Interbrigaden dorthin verlegt wurden. Paul Försterling kam am 11. März mit dem Hans-Beimler-Bataillon der XI. Interbrigade nach Azaila. Nach dem Rückzug der republikanischen Truppen ging es im März von Azaila über Vinaceite, La Puebla de Híjar und Caspe nach Corbera und Batea.
Im April ging es unter erbitterten Kämpfen weiter Richtung Ebro, durch Corbera und Móra d’Ebre. Im April und Mai, vor der Ebroschlacht, fortifizierten die Pioniere der XI. Brigade den Ebro-Ufer. Paul Försterling war von April bis Juli 1938 für die Fortifikationsschulungen der XI. Brigade verantwortlich, bei der ca. 120 Offiziere und 400 Infanteristen geschult wurden.
In der Nacht vom 24. auf 25. Juli 1938 überquerten die Republikaner den Ebro. Von Juli bis September nahm Paul Försterling an Offensiv- und Verteidigungskämpfen am Ebro und in Kämpfen in Serra de Pàndols teil. Bei Kämpfen am Ebro war er zudem als Offizier der Operationsabteilung des Stabs der XI. Interbrigade tätig. Ab Juli kam die Front zu einem Stillstand und es begannen erbitterte Kämpfe um Serra de Pàndols. In der Nacht von 23. auf 24. September überließen die Interbrigaden ihre Stellungen den spanischen Kameraden.
Nach der Auflösung und Rückzug der Internationalen Brigaden im September 1938 blieb Paul Försterling bis Ende 1938 in Katalonien und schrieb seine Memoiren. Am 8. Februar 1939 überquerte er die Grenze nach Frankreich bei Le Perthus und wurde im Lager Saint-Cyprien interniert. Im April 1939 konnte er wieder in die UdSSR einreisen.